# 「〜がある」シリーズ
「「〜がある」シリーズ」は川原泉による漫画のシリーズ。『MELODY』（白泉社）にて2003年より発表されている。単行本は同社のジェッツコミックスレーベルにて、2017年7月までに3巻が刊行されている。

## 各作品タイトル
括弧内は掲載号。
- 「レナード現象には理由がある」収録
  - レナード現象には理由がある（2003年1月号）
  - ドングリにもほどがある（2003年11月号-2004年1月号）
  - あの子の背中に羽がある（2004年11月号-2005年8月号）
  - 真面目な人には裏がある（2005年10月号-2006年4月号）
- 「コメットさんにも華がある」収録
  - その理屈には無理がある（2006年10月号）
  - その科白には嘘がある（2006年12月号-2007年2月号）
  - グレシャムには罠がある（2007年2月号-10月号）
  - コメットさんにも華がある（2007年12月号-2008年4月号、2011年4月号別冊ふろく[1]）
- 「バーナム効果であるあるがある」収録
  - バーナム効果であるあるがある（2011年8月号-2012年2月号?）
  - これから私は武士になる（2012年12月号-2015年4月号）- 中断中。
- 現在連載中およびコミックス未収録
  - アルマジロにも意地がある（2012年4月号-10月号?）

## シリーズ概要
超・進学校である彰英高校を舞台に、生徒達の恋模様を描いたシリーズ。なお、彰英高校の敷地内の公園の噴水には『ブレーメンII』に登場するリトル・グレイの像が立っている。

## 各話概要

### レナード現象には理由がある

#### あらすじ
超・進学校である彰英高校に奇跡的に合格した蕨よもぎはとてもマイペースな性格であった。しかし、彼女の隣の席の飛島穂高が自分のテストをどういう目で見ているか気づいた彼女は、これまであまり話したこともなかった彼のことを次第に知り始める。

#### 主な登場人物
蕨よもぎ（わらび よもぎ）
全国でも有数の超・進学校である彰英高校に奇跡的に合格した。日々努力はしているものの、なかなか結果が努力に結びつかない。手から大量のマイナスイオンを発生させる能力がある。3年A組に所属。
飛島穂高（とびしま ほだか）
教科書に一度目を通しただけですべての内容を完璧に理解するほどの天才。医学部への進学を希望しているが、両親（父親は大病院医師だが、口癖は「マジでー？」）には、性格的に向かないと反対されている。3年A組に所属。

### ドングリにもほどがある

#### あらすじ
亘理実咲は、クラスでも学年でもちょうどど真ん中の成績を取った自分にびっくりする。彼女は成績表を見て、自分と同じ成績を取った生徒がもう一人いることを知る。隣の席にいたその生徒の名は友成真一郎。彼女からみれば、彼は「普通」の高校生であったが、実は、彼は今話題の新人作家であった。

#### 主な登場人物
亘理実咲（わたり みさき）
生まれつきのプラス思考。チャッピーという名前のシマリスを飼っている。友成曰く「脱力系」。なぜかどんぐりで数珠を作っている。3年E組に所属。
友成真一郎（ともなり しんいちろう）
「柚木真」というペンネームで小説を書いている。デビュー作「平成20年のランバダ」は巷で話題の一作である。スランプに陥っていたが、亘理に出会うことで、スランプから抜け出すことができた。3年E組に所属。

### あの子の背中に羽がある

#### あらすじ
柔道部を引退した保科聡真。その日、彼の家の隣に若宮家が引っ越してきた。次の日、受験生のはずなのに草取りをしていた彼は、そこで隣に引っ越してきた若宮家の小学6年生の娘・遥に出会う。その瞬間から、彼の目には彼女の背中に羽が生えているように見えてしまうようになる。

#### 主な登場人物
保科聡真（ほしな そうま）
元・柔道部主将。得意技は背負い投げ。亘理や蕨とは幼稚園時代からの幼馴染。3年E組に所属。
若宮遥（わかみや はるか）
保科が柔道部を引退した日に彼の家の隣に引っ越してきた。小学6年生。明るい性格でみんなから好かれている。

### 真面目な人には裏がある

#### あらすじ
何よりも円滑な人間関係を重視する日夏晶は、席替えした隣がいないことに不安を感じる。彼女の隣になったのは、さすがの彼女でも理解できない「タラシのたっくん」と呼ばれている塔宮拓斗であった。1年生の頃は真面目でさわやかだった彼がこうなってしまった理由は、実は彼の兄にあったのだ。

#### 主な登場人物
日夏晶（ひなつ あきら）
何よりも円滑な人間関係を重視するタイプ。犬並みの嗅覚を持つ。彼女の友人の草壁はBL（ボーイズラブ）小説のファン。3年F組に所属。
塔宮拓斗（とうみや たくと）
親の目を気にして軟派を演じ続けている。男性に隣に座られるとアレルギー症状を起こす。3年F組に所属。
日夏葵（ひなつ あおい）
晶の兄。一流企業の秘書室に勤務する社会人2年目。晶の6歳年上。料理・掃除・洗濯はとても器用にこなす。常に性格が安定している。
塔宮雅斗（とうみや まさと）
拓斗の兄。葵が勤務する会社の腕利き顧問弁護士。ゲイ。そのことを知った彼の両親は2年間体調を崩している。晶の両親も一時期石化した。拓斗が軟派になった原因を作った人物。

### その理屈には無理がある

#### あらすじ
男子生徒が争奪戦を行うほどの魔性の少年、花村瑞樹に、制服を破損したことから学生服を借りることになった佐倉水樹を、生徒会長の不破一晟は花村瑞樹（男子）と勘違いしたまま親しくなっていく。

#### 主な登場人物
佐倉水樹（さくら みずき）
身長体重が同じである男子学生、花村瑞樹を親友に持つ。女子寮住まい。ゲーム好きでミネソタツインズのファン。1年E組に所属。
花村瑞樹（はなむら みずき）
佐倉水樹のクラスメートであり親友。文芸部。華奢でキューティー系なため、サッカー部キャプテンと水泳部副部長（共に男子）が争奪戦を繰り広げている。1年E組に所属。
不破一晟（ふわ いっせい）
彰英高校の生徒会長。アメリカ転勤中の姉夫婦のマンションに住む。2年A組に所属。

### その科白には嘘がある

#### あらすじ
月島水音は霊が見える体質をそれほど気に止めず霊の住みつくアパートに下宿していた。ある日、隣に越してきた新任の教師、新城理人と料理をきっかけに親しくなるが、彼は霊を成仏に導く体質であることが判明する。

#### 主な登場人物
月島水音（つきしま みなと）
アパート住まいだが、女性の霊が住みついている部屋を格安で借りている。2年生の冬に階段から転落して以来、いろいろな霊が見えるが特に気にしていない。料理が得意。3年A組に所属。
神城理人（しんじょう りひと）
T大理学部の博士課程在学中に博士論文を放棄、大学院を辞め彰英高校の化学教師として赴任。月島水音の隣の部屋に引っ越してくる。料理が下手。彰英高校OB。

### グレシャムには罠がある

#### あらすじ
両親の蒸発により貧乏生活を送っている山吹みちるは、窮乏している時に声をかけてきた陣内一族の御曹司である陣内斎に、「部下になる」ことを条件として資金援助を受けることに同意してしまう。

#### 主な登場人物
山吹みちる（やまぶき みちる）
彰英高校を合格してまもなく、倒産により両親が蒸発。奨学金で進学したものの、家賃が払えず学生寮を退寮になりアパート住まい。家庭教師のアルバイト等で生計をたてている。3年E組に所属。
陣内斎（じんない いつき）
有名な大企業である陣内一族の御曹司。3年間貸し切りにした高級ホテルのエグゼクティブスイートから通学している。3年E組に所属。クラス委員。

### コメットさんにも華がある

#### あらすじ
表情に乏しく誤解をうけやすい真島紗矢は、席替えによって芸能一家のサラブレッド彬良航の後ろの席になるが、芸能情報に疎い彼女は、家族と違って自分に華がないことを気にしている彬良をうっかり傷つけてしまう。

#### 主な登場人物
真島紗矢（まじま さや）
ストレートな黒髪で色白小顔なため中学時代はツタンカーメンと呼ばれていた。表情が乏しいため誤解をうけやすい。ゾンビ映画のファンで映画をより理解するために中学から英語を懸命に勉強し英検1級である。3年E組に所属。
彬良航（あきら わたる）
父は映画監督、母と姉は女優という芸能人一家に生まれ、学業と並行して芸能活動中。家族に比べて華が無いのが悩み。3年E組に所属。

## 書誌情報
川原泉、ジェッツコミックス　白泉社
1. レナード現象には理由がある ISBN 978-459-214265-2
2. コメットさんにも華がある ISBN 978-459-214290-4
3. バーナム効果であるあるがある ISBN 978-459-214543-1